# Chiaka Ogbogu
Chiaka Sylvia Ogbogu (ur. 15 kwietnia 1995 w Newark) – amerykańska siatkarka pochodzenia nigeryjskiego, grająca na pozycji środkowej. 
Ojciec Ogbogu, Henry i matka, Victoria, przeprowadzili się do Stanów Zjednoczonych z Nigerii. Rodzina mieszkała w Nowym Jorku, gdzie urodziła się Chiaka, a następnie przeniosła się do Dallas, gdzie Henry pracuje jako lekarz pogotowia, a Victoria jest projektantką wnętrz.

## Sukcesy klubowe
Mistrzostwa NCAA:
- 2015, 2016

Puchar Polski:
- 2019

Superpuchar Włoch:
- 2019

Klubowe Mistrzostwa Świata:
- 2019, 2021
- 2022[6], 2023[7]

Puchar Włoch:
- 2020

Superpuchar Turcji:
- 2020, 2021, 2023[8]

Puchar Turcji:
- 2022[9], 2023[10]

Mistrzostwo Turcji:
- 2022[11]
- 2023[12], 2024[13]

Liga Mistrzyń:
- 2022[14], 2023[15]

## Sukcesy reprezentacyjne
Puchar Panamerykański:
- 2018

Liga Narodów:
- 2019, 2021

Puchar Świata:
- 2019

Mistrzostwa Ameryki Północnej, Środkowej i Karaibów:
- 2019, 2023[16]

Igrzyska Olimpijskie:
- 2020
- 2024[17]

## Nagrody indywidualne
- 2018: Najlepsza środkowa Pucharu Panamerykańskiego
- 2019: Najlepsza blokująca Pucharu Polski
- 2022: Najlepsza środkowa Klubowych Mistrzostw Świata
- 2024: Najlepsza środkowa Igrzysk Olimpijskich w Paryżu[18]